# 茨城県道・福島県道111号高萩塙線

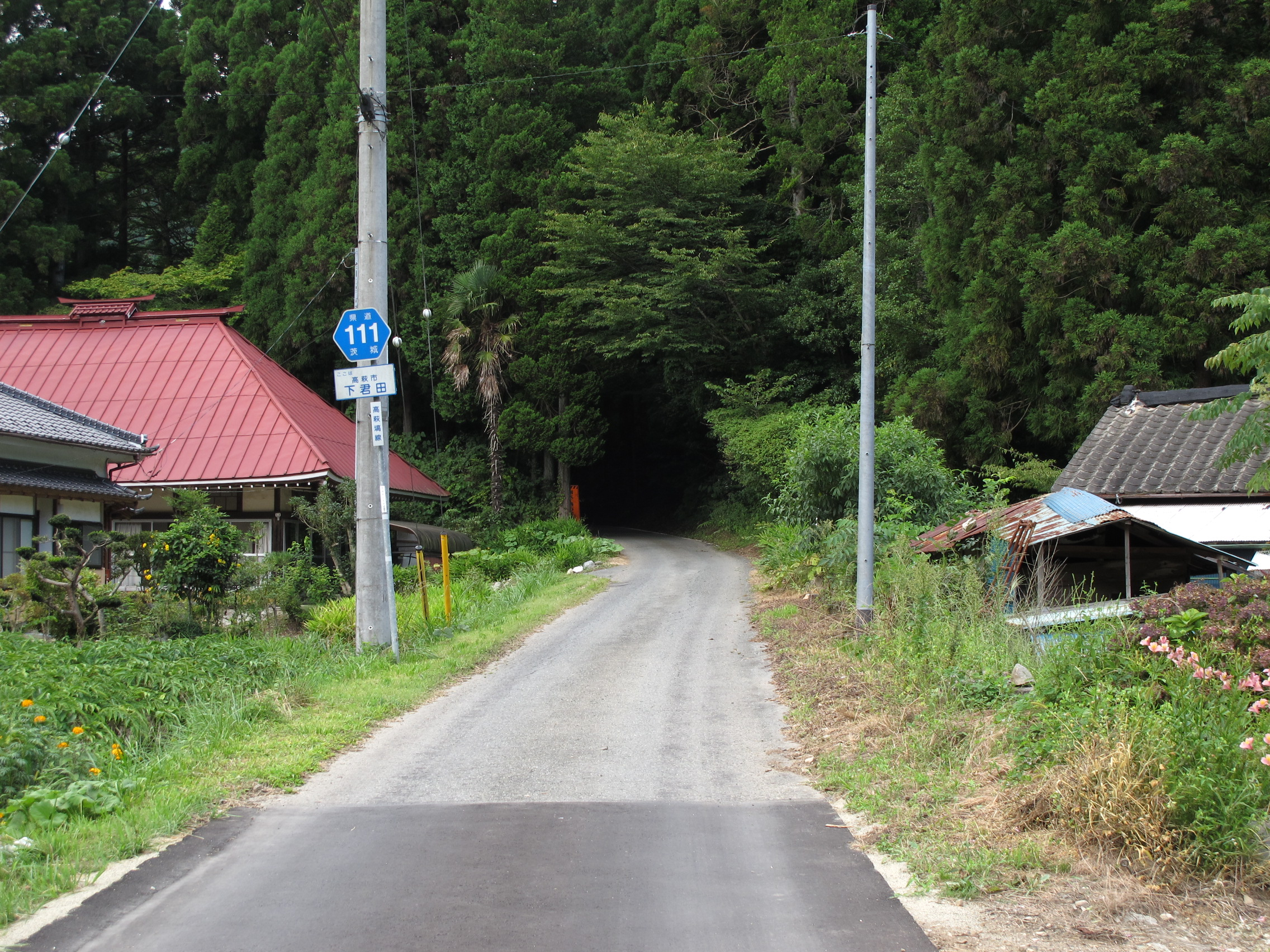
茨城県道111号高萩塙線
高萩市下君田（2012年9月）

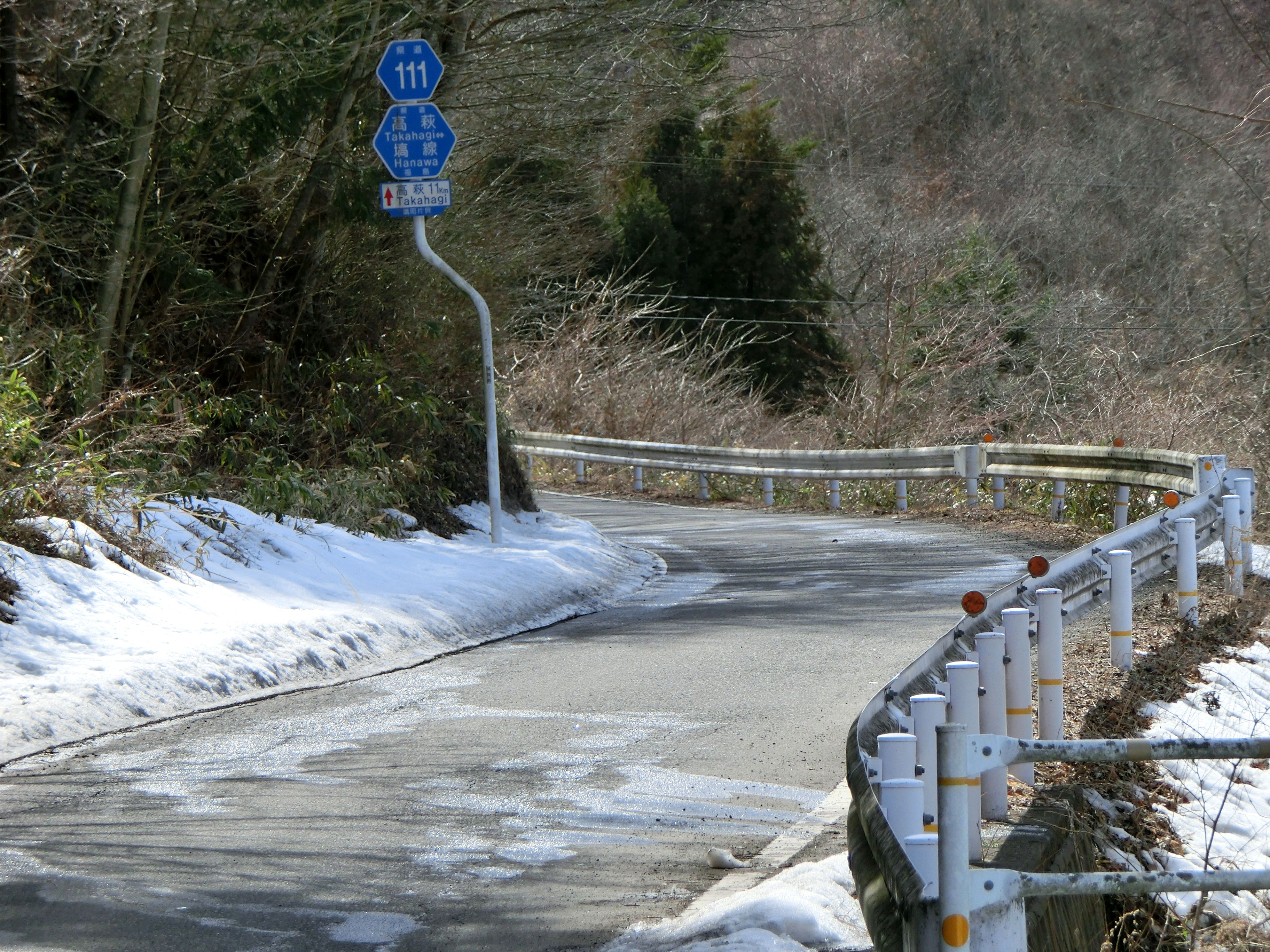
福島県東白川郡塙町大字片貝付近

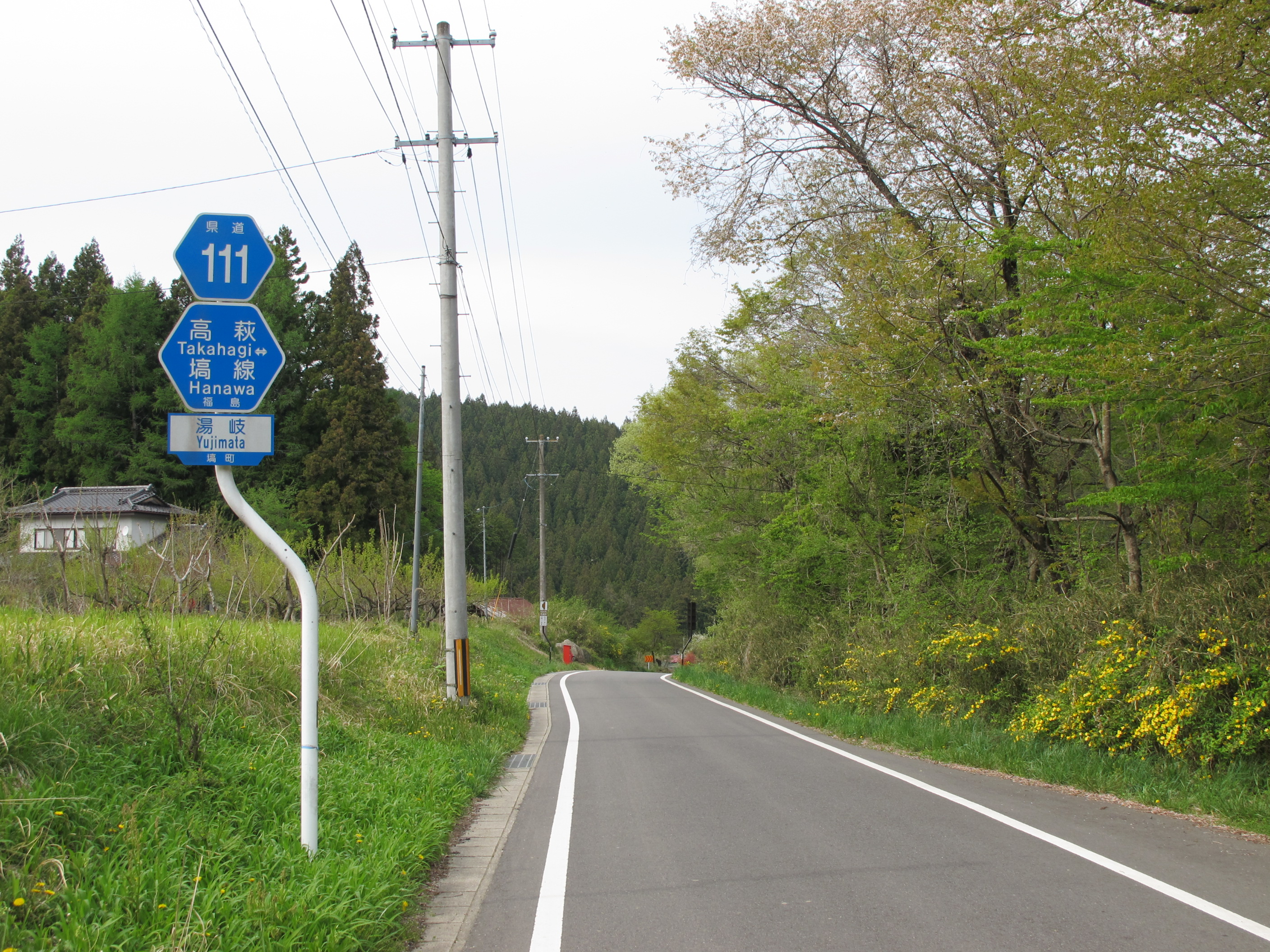
福島県道111号高萩塙線
東白川郡塙町湯岐（2014年5月）

茨城県道・福島県道111号高萩塙線 （いばらきけんどう・ふくしまけんどう111ごう たかはぎはなわせん）は、茨城県高萩市から福島県東白川郡塙町に至る一般県道である。

## 概要
茨城県高萩市高戸の国道6号・高戸交差点より分岐して西へ向かい、阿武隈高地南部を縦断して、福島県東白川郡塙町川上東平（福島県道27号塙大津港線交点）まで結ぶ、延長約44キロメートル (km) の路線。路線の主要な区間は、阿武隈高地の中を通る山道である。起点より茨城県道67号高萩インター線の全線と重用し、高萩市上手綱の関口十字路（茨城県道10号日立いわき線交点）から福島県側が単独区間になる。
新道として、茨城県高萩市中心市街西部では、都市計画道路石滝赤浜線が、県道高萩塙線に指定されており、2014年現在、延長1.766 kmが部分供用中である。

### 路線データ
- 起点：茨城県高萩市大字高戸字権現前362番2（国道6号交点＝高戸交差点）[1]
- 終点：福島県東白川郡塙町川上字東平（福島県道27号塙大津港線交点）
- 総延長：48.845 km（茨城県区間：29.366 km[2]、福島県区間：19.479 km[3]）
- 重用延長：7.944 km（茨城県区間：5.423 km[2]、福島県区間：2.521 km[3]）
- 未供用延長：2.779 km（茨城県区間：2.779 km[2]、福島県区間：0.0 km）
- 実延長：40.901 km（茨城県区間：23.943 km[2]、福島県区間：16.958 km[3]）
- 自動車交通不能区間延長[注釈 1]：1.613 km（茨城県区間：1.613 km[2]、福島県区間：0.0 km[3]）

## 歴史
1985年（昭和60年）2月1日、前身にあたる県道下君田高萩線（整理番号103）を路線廃止し、
起点を高萩市石滝（国道6号分岐）とし、終点を福島県塙町まで延長した新たな路線として認定された。

### 年表
- 1972年（昭和47年）3月1日：現在の路線の前々身にあたる上君田高萩線（高萩市大字上君田 - 同市本町、整理番号103）が、県道の路線変更により前身の下君田高萩線（高萩市大字下君田 - 同市本町、整理番号103）へ変更となる[6]。
- 1985年（昭和60年）
  - 2月1日
    - 県道高萩塙線（整理番号103）として路線認定[7]。
    - 茨城県内において、高萩市大字石滝（国道6号交点） - 同市大字下君田（県界）の区間（延長31.037 km）を道路区域に決定し供用開始[8]。

  - 11月14日：高萩市大字上手綱字関口 - 同市大字上手綱字石舟の旧道（931 m）が指定解除され高萩市道へ降格[9]。
- 1988年（昭和63年）3月12日：高萩市大字高戸（国道6号・高戸交差点） - 同市大字上手綱（2.804 km）が開通[10]。
- 1989年（平成元年）6月12日：高萩市大字石滝（旧起点・国道6号交点） - 同市大字上手綱の旧道（6.4276 km）が指定解除され高萩市道へ降格。起点位置が高戸交差点に移る[1]。
- 1995年（平成7年）3月30日：茨城県区間において、整理番号が整理番号103から現在の番号（整理番号111）に変更される[11]。
- 2003年（平成15年）12月11日：高萩市大字下君田地内の道路改良により旧道（590 m+247 m）が指定解除され高萩市道に降格[12]。
- 2007年（平成19年）3月30日：高萩市大字上手綱 - 同市大字若栗の区間を道路改良2車線化にて供用開始[13]。
- 2009年（平成21年）3月24日：高萩市大字高萩から同市大字下手綱（主要地方道高萩インター線）までを結ぶバイパス（都市計画道路石滝赤浜線）の一部区間（延長1.1 km）が開通する[14]。
- 2010年（平成22年）3月25日：高萩市大字安良川（国道461号）から同市大字高萩までを結ぶバイパス（都市計画道路石滝赤浜線）の一部区間（延長666 m）が開通する[15][16]。
- 2013年（平成25年）4月11日：高萩市大字下手綱から北茨城市中郷町大字粟野までを結ぶ新規バイパス区間（延長3.65 km）の道路区域が決定する[17]。
- 2016年（平成28年）3月28日：高萩市下手綱地内において、高萩塙線バイパスの一部区間（660 m）が開通[18][19]。

## 路線状況
平地部と山間部では道路の様相が大きく変化する。平地部は2車線、山間部は1〜2車線あり、特に茨城県高萩市下君田（茨城県道22号北茨城大子線交点）から福島県塙町片貝（国道349号交点）までの県境を越えを含む区間は、1車線幅の林道の様相で20 km以上も続く離合困難な狭隘区間である。塙町湯岐（ゆじまた）から終点の川上まで、山間の1.5車線の道路が続く。
茨城県の都市部では、国道6号と並行する高萩市下手綱（主要地方道高萩インター線） - 北茨城市中郷町粟野（県道里見南中郷停車場線）を結ぶバイパス道路（都市計画道路 石滝赤浜線）の整備が進められている。
道路法の規定に基づき、以下の区間は緊急輸送道路として機能を維持するため、災害発生時の被害拡大防止を目的に道路用地内に新たに電柱を建てることが制限されている。
- 高萩市安良川（国道461号交差） - 同市下手綱（主要地方道高萩インター線交差）間[21]
- 北茨城市中郷町粟野地内の一部[22]。

### バイパス
都市計画道路 石滝赤浜線
茨城県高萩市石滝から同市赤浜に至る高萩市街地西部に位置する幹線道路で、高萩市街地と高萩ICを連絡し都市の骨格を形成する重要な道路。2014年現在、高萩市安良川（国道461号） - 同市下手綱（茨城県道67号高萩インター線）の延長1.766 km区間が幅員25 m（対向4車線、4.5 m両側歩道）にて部分供用中で、この区間が本県道に指定されている。将来は北茨城市中郷町粟野まで延伸が計画されている高萩塙線バイパスと接続する。
高萩塙線バイパス（高萩市 - 北茨城市）
茨城県高萩市から北茨城市にかかる国道6号の代替道路として、2010年度（平成22年度）より事業化された道路改良整備事業中の延長3.65 km、幅員13.0 m（車道部6.5 m/2車線）のバイパス道路。街路事業として整備された石滝赤浜線の延長上にあり、2016年3月末現在では、高萩市下手綱地内（高萩インター線 - 旧陸前浜街道）の一部区間（660 m）が供用された。
木野反工区（東白川郡塙町）
- 起点…東白川郡塙町大字湯岐字仁田沢
- 終点…東白川郡塙町大字木野反字久野木
- 全長…2.41 km
- 車道幅員…5.5 m

塙町中心部と国道349号を結ぶ区間のうち木野反地区の狭隘区間の解消のために2008年度に事業化された。平成30年代の完成を見込んでいる。2024年3月15日に当区間の道路区域設定が行われた。

### 重用路線
- 茨城県道67号高萩インター線（茨城県高萩市大字高戸 - 同市大字上手綱：全線重複）[1]
- 国道349号（福島県塙町大字片貝字木戸場 - 同町大字湯岐字梅野窪：約2.3 km）

### 道路施設
神宮司橋
（高萩市安良川 - 高萩）
小島橋
（玉川、高萩市高萩 - 下手綱）
萬年橋
- 全長：39.7m
- 幅員：8.0mm
- 竣工：1988年[27]

塙町木野反にて一級水系久慈川水系湯川を渡る。橋上は上下対向2車線で供用され、歩道は設置されていない。
川上橋
- 全長：52.3m
- 幅員：6.5m
- 竣工：1971年[27]

塙町川上字芦ノ口、字見明から字東平に至り、一級水系久慈川水系川上川を渡る。橋上は上下対向2車線で供用され、センターラインや歩道は整備されていない。

## 地理

### 通過する自治体
- 茨城県
  - 高萩市
- 福島県
  - 東白川郡塙町

### 交差する道路
- 高萩市内
  - 茨城県道10号日立いわき線（高萩市上手綱）
- 北茨城市内
  - 茨城県道22号北茨城大子線（北茨城市下君田）
- 塙町内
  - 国道349号 田村市方面（片貝字木戸場）
  - 国道349号 水戸市方面（湯岐字梅野窪）

### 沿線
- 下君田畜産団地（茨城県高萩市下君田）
- 湯岐温泉（福島県塙町）